# Arturo Gallea
Arturo Gallea (Torino, 18 settembre 1895 – Roma, 20 settembre 1959) è stato un direttore della fotografia italiano, vincitore di un Nastro d'argento alla migliore fotografia nel 1952.

## Filmografia

### Direttore della fotografia
- Bacio di morte, regia di Giovanni Casaleggio (1916)
- Per un fiore, regia di Giuseppe Sterni (1916)
- Le due coscienze - cortometraggio (1916)
- La macchia rossa, regia di Giuseppe Sterni (1916)
- La donna che aveva troppo cuore, regia di Mario Ceccatelli (1917) - cortometraggio
- La crociata degli innocenti, regia di Alessandro Blasetti, Alberto Traversa e Gino Rossetti (1917)
- La suonatrice d'arpa, regia di Mario Ceccatelli (1917)
- Gli orfani del ponte di Nostra Signora, regia di Mario Ceccatelli (1917)
- La mano del defunto, regia di Mario Ceccatelli (1918)
- La capanna dello zio Tom, regia di Riccardo Tolentino (1918)
- Martino il trovatello, regia di Alberto Capozzi e Ubaldo Maria Del Colle (1919)
- Per la sua bocca, regia di Gian Paolo Rosmino (1919)
- I cancelli della morte, regia di Pietro Pesci (1919)
- Te lo dirò domani, regia di Gian Paolo Rosmino (1919)
- I bassifondi di Marsiglia, regia di Mario Ceccatelli (1919)
- Il capolavoro, regia di Alberto Orsi (1920)
- Senza sole, regia di Giulia Cassini-Rizzotto (1920)
- La collana del milione, regia di Alberto Orsi (1920)
- Giovanna I d'Angiò, regina di Napoli, regia di Gemma Stagno Bellincioni (1920)
- A mosca cieca, regia di Giulia Cassini-Rizzotto (1921)
- Mirtil, regia di Gemma Stagno Bellincioni (1921)
- La principessa d'azzurro, regia di Gemma Stagno Bellincioni (1922)
- La coscienza, regia di Gustavo Serena (1923)
- Notte di tempesta, regia di Riccardo Cassano (1923)
- La perla nera, regia di Gustavo Serena (1923)
- Satanica, regia di Gemma Stagno Bellincioni (1923)
- Il grido dell'aquila, regia di Mario Volpe (1923)
- La leggenda del fiume sacro, regia di Gustavo Serena (1923)
- Il barcaiuolo d'Amalfi, regia di Telemaco Ruggeri (1924)
- La muta di Portici, regia di Telemaco Ruggeri (1924)
- Risa e lacrime napoletane, regia di Gian Orlando Vassallo (1926)
- El moroso de la nona, regia di Gian Orlando Vassallo (1927)
- I rifiuti del Tevere, regia di Gian Orlando Vassallo (1927)
- Valle santa, regia di Mario Gargiulo (1928)
- La locandiera, regia di Telemaco Ruggeri (1929)
- La leggenda di Wally, regia di Gian Orlando Vassallo (1930)
- Acqua cheta, regia di Gero Zambuto (1933)
- Ninì Falpalà, regia di Amleto Palermi (1933)
- La cieca di Sorrento, regia di Nunzio Malasomma (1934)
- Don Bosco, regia di Goffredo Alessandrini (1936)
- Fiat voluntas dei, regia di Amleto Palermi (1936)
- Non ti conosco più, regia di Nunzio Malasomma e Mario Bonnard (1936)
- Lohengrin, regia di Nunzio Malasomma (1936)
- I due sergenti, regia di Enrico Guazzoni (1936)
- Musica in piazza, regia di Mario Mattoli (1936)
- Sette giorni all'altro mondo, regia di Mario Mattoli (1936)
- L'uomo che sorride, regia di Mario Mattoli (1937)
- Nina, non far la stupida, regia di Nunzio Malasomma (1937)
- Questi ragazzi, regia di Mario Mattoli (1937)
- L'albero di Adamo, regia di Mario Bonnard (1938)
- La mazurka di papà, regia di Oreste Biancoli (1938)
- Il trionfo dell'amore, regia di Mario Mattoli (1938)
- Sotto la croce del sud, regia di Guido Brignone (1938)
- Dir gehört mein Herz, regia di Carmine Gallone (1938)
- La dama bianca, regia di Mario Mattoli (1938)
- Marionette, regia di Carmine Gallone (1939)
- Piccoli naufraghi, regia di Flavio Calzavara (1939)
- Eravamo 7 sorelle, regia di Nunzio Malasomma (1939)
- Ai vostri ordini, signora..., regia di Mario Mattoli (1939)
- Imputato, alzatevi!, regia di Mario Mattoli (1939)
- La mia canzone al vento, regia di Guido Brignone (1939)
- Il documento, regia di Mario Camerini (1939)
- Finisce sempre così, regia di Enrique Susini (1939)
- Scandalo per bene, regia di Esodo Pratelli (1940)
- Ricchezza senza domani, regia di Ferdinando Maria Poggioli (1940)
- Tutto per la donna, regia di Mario Soldati (1940)
- La gerla di papà Martin, regia di Mario Bonnard (1940)
- Una romantica avventura, regia di Mario Camerini (1940)
- Piccolo alpino, regia di Oreste Biancoli (1940)
- La forza bruta, regia di Carlo Ludovico Bragaglia (1941)
- Mamma, regia di Guido Brignone (1941)
- Piccolo mondo antico, regia di Mario Soldati (1941)
- Luce nelle tenebre, regia di Mario Mattoli (1941)
- Pia de' Tolomei, regia di Esodo Pratelli (1941)
- La bocca sulla strada, regia di Roberto Roberti (1941)
- L'ultimo ballo, regia di Camillo Mastrocinque (1941)
- La regina di Navarra, regia di Carmine Gallone (1942)
- Turbamento, regia di Guido Brignone (1942)
- Una storia d'amore, regia di Mario Camerini (1942)
- Gioco pericoloso, regia di Nunzio Malasomma (1942)
- Giorno di nozze, regia di Raffaello Matarazzo (1942)
- Gelosia, regia di Ferdinando Maria Poggioli (1942)
- L'amico delle donne, regia di Ferdinando Maria Poggioli (1943)
- T'amerò sempre, regia di Mario Camerini (1943)
- Sogno d'amore, regia di Ferdinando Maria Poggioli (1943)
- Il cappello da prete, regia di Ferdinando Maria Poggioli (1944)
- Sorelle Materassi, regia di Ferdinando Maria Poggioli (1944)
- Quartetto pazzo, regia di Guido Salvini (1945)
- Lo sbaglio di essere vivo, regia di Carlo Ludovico Bragaglia (1945)
- Il vento m'ha cantato una canzone, regia di Camillo Mastrocinque (1947)
- Il cavaliere del sogno, regia di Camillo Mastrocinque (1947)
- Il segreto di Don Giovanni, regia di Camillo Mastrocinque (1947)
- La signora delle camelie, regia di Carmine Gallone (1947)
- L'isola del sogno, regia di Ernesto Remani (1947)
- Fiamme sul mare, regia di Michał Waszyński (1947)
- Guglielmo Tell, regia di Giorgio Pàstina w Michal Waszynski (1948)
- Lo sconosciuto di San Marino, regia di Michal Waszynski (1948)
- L'ultima cena, regia di Luigi Giachino e Charles Reisner (1949)
- Addio Mimí!, regia di Carmine Gallone (1949)
- Il mondo vuole così, regia di Giorgio Bianchi (1949)
- Capitan Demonio, regia di Carlo Borghesio (1949)
- Ho sognato il paradiso, regia di Giorgio Pastina (1950)
- Vulcano, regia di William Dieterle (1950)
- La leggenda di Faust, regia di Carmine Gallone (1950)
- Gente così, regia di Fernando Cerchio (1950)
- Il monello della strada, regia di Carlo Borghesio (1950)
- Persiane chiuse, regia di Luigi Comencini (1951)
- Ha fatto 13, regia di Carlo Manzoni (1951)
- Due soldi di speranza, regia di Renato Castellani (1952)
- Lo sceicco bianco, regia di Federico Fellini (1952)
- Solo per te Lucia, regia di Franco Rossi (1952)
- Il figlio di Lagardère, regia di Fernando Cerchio (1952)
- Il mercante di Venezia (Le marchand de Venise), regia di Pierre Billon (1953)
- Traviata '53, regia di Vittorio Cottafavi (1953)
- Pane, amore e fantasia, regia di Luigi Comencini (1953)
- Canzoni a due voci, regia di Gianni Vernuccio (1953)
- La Gioconda, regia di Giacinto Solito (1953)
- Il cavaliere di Maison Rouge, regia di Vittorio Cottafavi (1954)
- Il prigioniero del re, regia di Giorgio Venturini (1954)
- Avanzi di galera, regia di Vittorio Cottafavi (1954)
- L'orfana del ghetto, regia di Carlo Campogalliani (1954)
- Foglio di via, regia di Carlo Campogalliani (1954)
- La vedova X, regia di Lewis Milestone (1955)
- La bella di Roma, regia di Luigi Comencini (1955)
- I pappagalli, regia di Bruno Paolinelli (1955)
- La trovatella di Milano, regia di Giorgio Capitani (1956)
- La Venere di Cheronea, regia di Fernando Cerchio e Viktor Tourjansky (1957)
- L'angelo delle Alpi, regia di Carlo Campogalliani (1957)
- Valeria ragazza poco seria, regia di Guido Malatesta (1958)

### Direttore della fotografia e regista
- Contessina (1925)